# Appignano
Appignano är en ort och kommun i provinsen Macerata i regionen Marche i Italien. Kommunen hade 4 155 invånare (2018).